# Mand met appelen
Mand met appelen is een schilderij van de Franse kunstschilder Paul Cézanne.
Hij schilderde het circa 1893. Het werk is uitgevoerd in olieverf op doek en meet 65 x 80 cm. Het hangt in Gallery 246 van het Art Institute of Chicago in Chicago in de Verenigde Staten.
Het is een stilleven van een mand met appelen, een fles wijn en biscuits. Paul Cézanne maakte vele stillevens met fruit.
Het kunstwerk is vaak aangehaald vanwege zijn ontwrichte perspectief. Zo is bijvoorbeeld de rechterzijde van het tafeloppervlak niet in hetzelfde vlak als de linkerzijde, waardoor het lijkt dat het beeld tegelijkertijd twee gezichtspunten toont. Schilderijen zoals deze droegen eraan bij een brug te slaan tussen impressionisme en kubisme.